# Hieracium urticaceum
Hieracium urticaceum là một loài thực vật có hoa trong họ Cúc. Loài này được Arv.-Touv. & Ravaud mô tả khoa học đầu tiên năm 1876.